# Festuca cataonica
Festuca cataonica là một loài thực vật có hoa trong họ Hòa thảo. Loài này được (Hack. ex Boiss.) Markgr.-Dann. mô tả khoa học đầu tiên năm 1981.